# PDM (chanson)
Pour les articles homonymes, voir PDM.

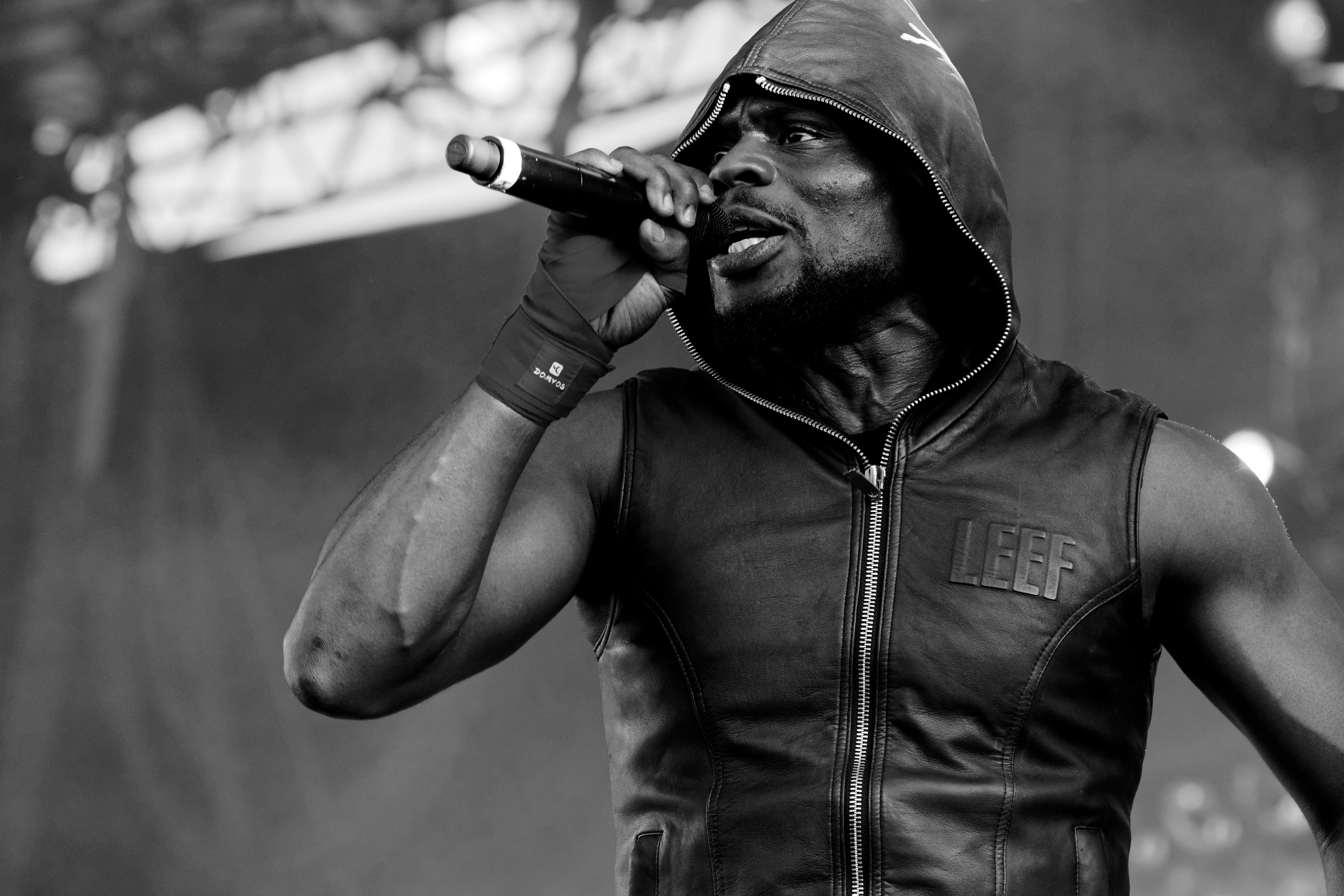
Kery James au festival des Vieilles Charrues (2017).

PDM, diminutif de « Pays De Merde », est une chanson française composée par les deux rappeurs Kery James et Kalash Criminel. Beat by Molemboy 187 Gm Publiée le 10 septembre 2018 sur la plateforme de vidéo  YouTube. Cette musique a été écrite dans le but de répondre au président des États-Unis Donald Trump qui, celui-ci lors d'une réunion avec des sénateurs américains évoque « plusieurs nations africaines, Le Salvador et HaÏti » en déclarant, « Pourquoi toutes ces personnes issues de pays de merde, viennent ici ».

## Contexte de publication
Ce titre a été publié sur YouTube le 10 septembre 2018. Il a été créé pour répondre au président américain, Donald Trump. Celui-ci lors d'une réunion avec des sénateurs américains évoque « plusieurs nations africaines, le Salvador et Haïti » en déclarant, « Pourquoi toutes ces personnes, issues de pays de merde, viennent ici ? ». À la suite de cette polémique Kery James sort ce titre.